# Cour des petites créances
Une cour des petites créances est un tribunal de juridiction limitée entendant des causes civiles entre des individus privés. Le montant de la réclamation maximale est souvent plus faible que dans les autres tribunaux. La représentation par avocat est parfois interdite. On retrouve ce type de tribunal au Québec de droit mixte, dans le reste du Canada et dans plusieurs pays de common law comme l'Afrique du Sud, l'Australie, la Nouvelle-Zélande, le Royaume-Uni et les États-Unis.